# Дом Н. Я. Шатрова
Дом купца Н. Я. Шатрова — историческое здание в Ульяновске. Построен в 1901 году. С 1957 года — объект культурного наследия регионального значения. Расположен на улице Гимова, дом 3. В доме размещается Дворец бракосочетания.

## История

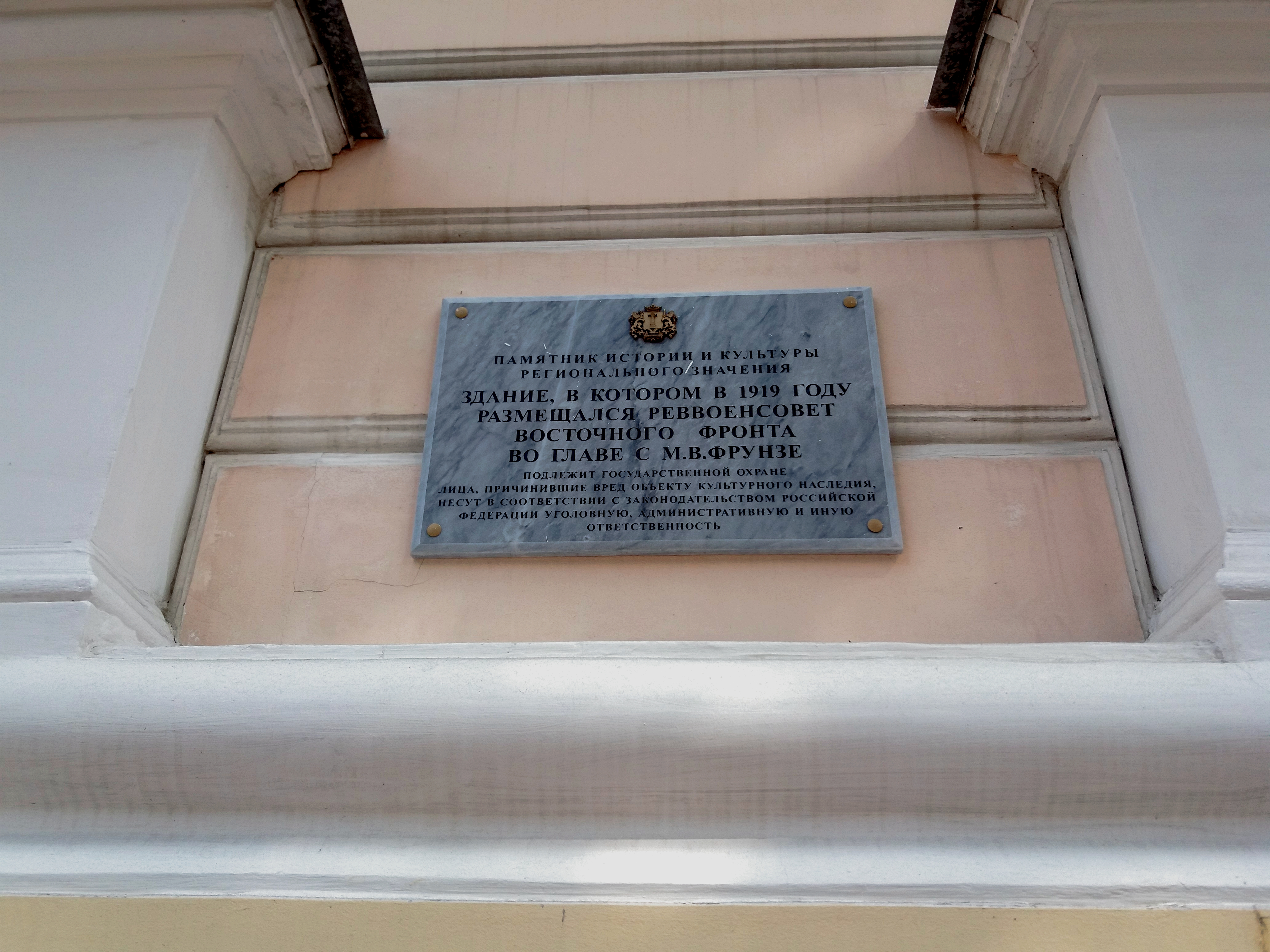
Мемориальная доска на доме Шатрова.

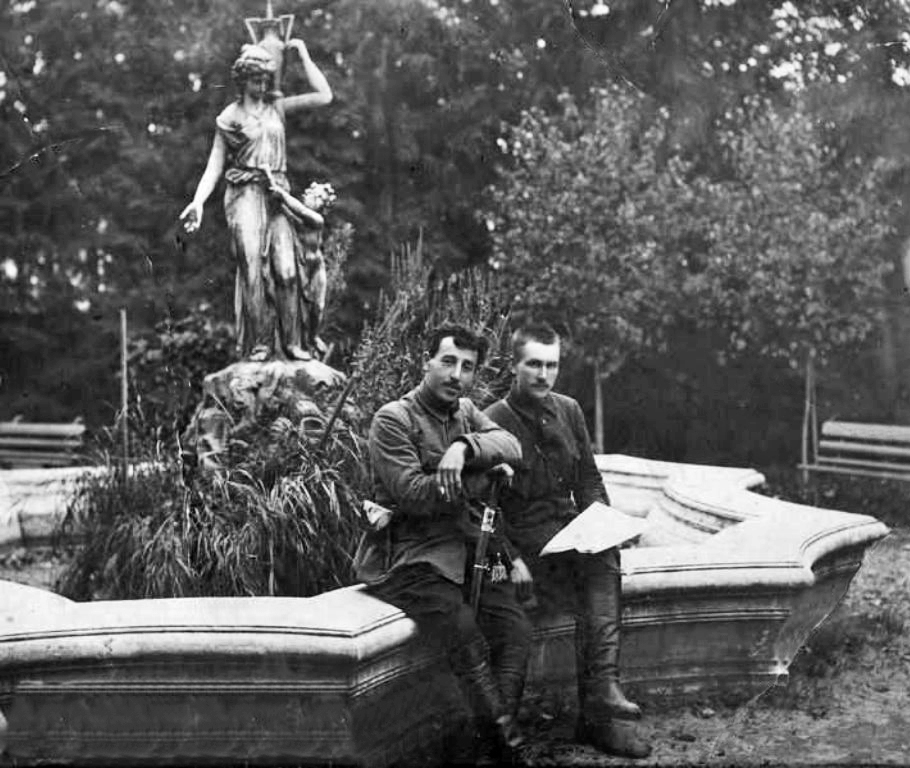
Г.Д. Гай, командир 24-й Железной дивизии со своим адъютантом после взятия Симбирска в саду особняка Шатрова.

Дом купца Н. Я. Шатрова, памятник архитектуры начала XX в. Каменный дом на городской усадьбе, расположенной на ул. Никольской (ныне ул. Гимова, 3), появился в начале 1840-х. После пожара 1864 года Дом был восстановлен его владельцем купцом С. Н. Хапковым. В 1871—1872 годах по проекту городского архитектора В. А. Алатырцева новый владелец дома Я. А. Гречкин перестраивает дом с некоторым изменением вида главного фасада. В 1895 году усадьбу с каменным домом, садом и хозяйственными постройками покупает один из самых богатых симбирских купцов Николай Яковлевич Шатров. 31 мая 1901 года в городской управе городским архитектором Анненковым был утверждён проект на новую перестройку каменного здания. Автор проекта Август Шодэ. Особняк Н. Я. Шатрова был национализирован в феврале 1918 года. В марте в нём открылась библиотека-читальня. Осенью 1918 года в Доме размещался штаб 1-го полка Железной дивизии. С февраля по июль 1919 года Дом был занят под штаб-квартиру командующего Восточным фронтом М. В. Фрунзе, С. С. Каменева и С. И. Гусева. Впоследствии в здании находились отделы Симбирского губкома РКП(б) и губисполкома. С 1931 года в нём находился клуб краевой школы летчиков Осоавиахима. 12 июля 1934 года в клубе состоялась встреча командного состава школы с первыми Героями Советского Союза — лётчиками, участниками спасения челюскинцев М. В. Водопьяновым, И. В. Дорониным, А. В. Ляпидевским и председателем ЦС Осоавиахима Р. П. Эйдеманом.
В 1969 году, во время реконструкции города к 100-летию В. И. Ленина, особняк был отреставрирован.
До 1986 здание занимал исполком Ульяновского горсовета. В настоящее время, после проведения реставрации интерьеров здания, в нём находится Дворец бракосочетания.
Решением Ульяновского областного Совета депутатов трудящихся от 16.03.1957 г. № 223/5 «О мерах по улучшению охраны и пропаганды памятников истории, археологии и искусства» г. Ульяновск, ул. Гимова, 3, Дом Н. Я. Шатрова. Здание, в котором в 1919 году размещался Реввоенсовет Восточного фронта во главе с М. В. Фрунзе, получил статус объект культурного наследия города Ульяновска регионального значения.

## Архитектура
Здание представляет интерес, как образец городского купеческого особняка начала XX в., выстроенного в стиле псевдоренессанса, эклектики. Особую художественную ценность имеют интерьеры здания: парадная беломраморная лестница, вестибюль с приёмной, гостиная, зимний сад — отделанные богатым лепным декором, настенной и потолочной живописью. Это единственный в городе дом, главный фасад которого полностью облицован белым камнем (известняком). Неотъемлемую ценность как памятник декоративно-прикладного искусства представляют ворота, калитки и ограда, выполненные в технике литья из чугуна на одном из уральских заводов.

## Галерея

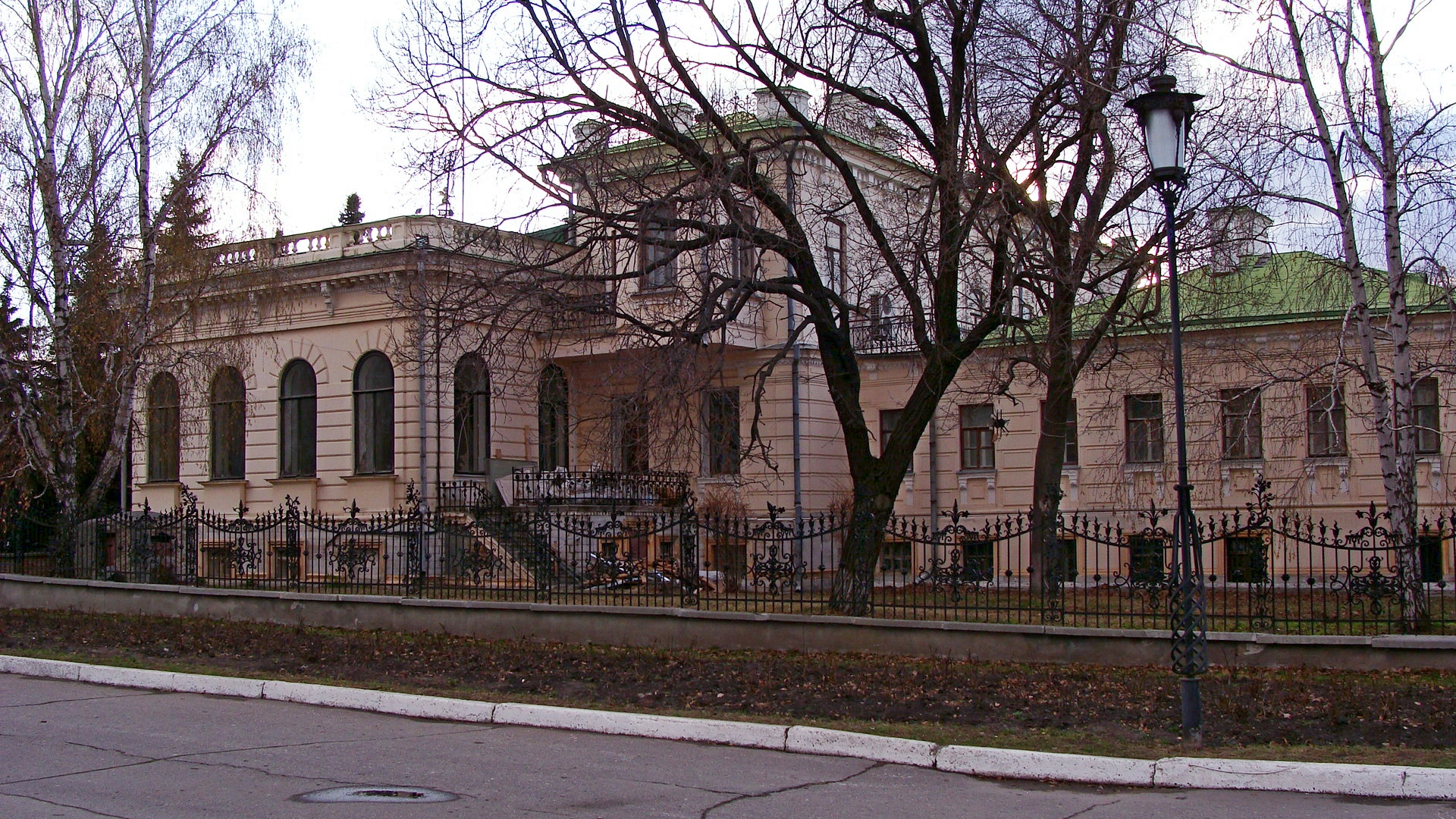
Фасад дома купца Шатрова.
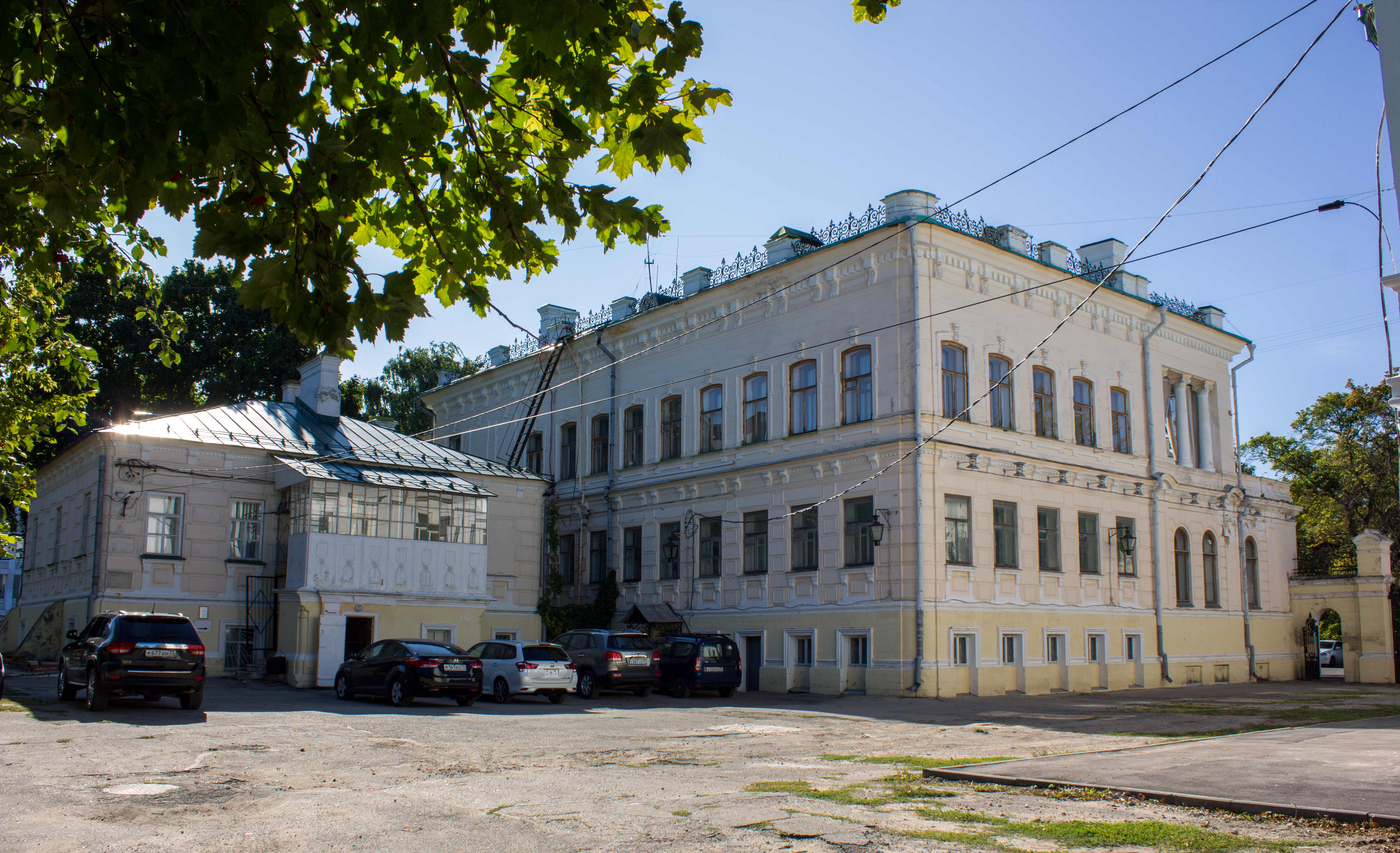
Дом Н. Я. Шатрова, вид со двора.
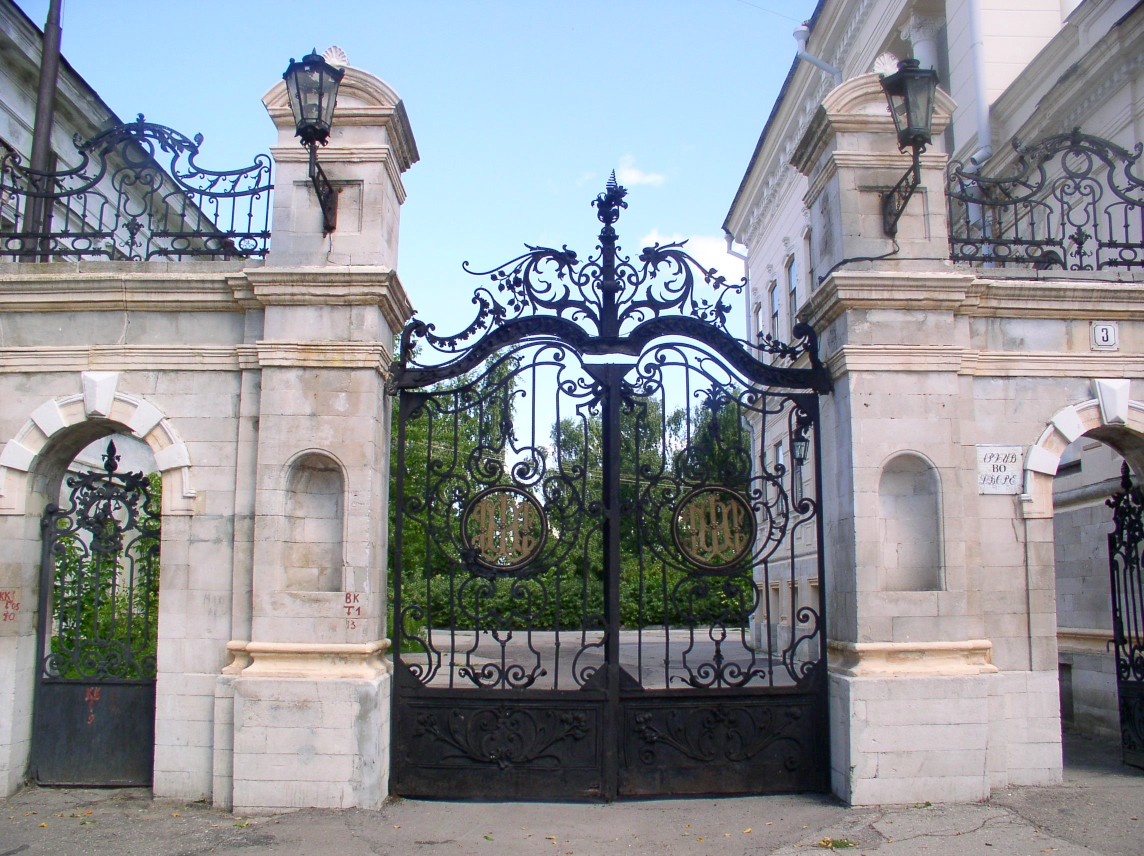
Ворота дома Шатрова.
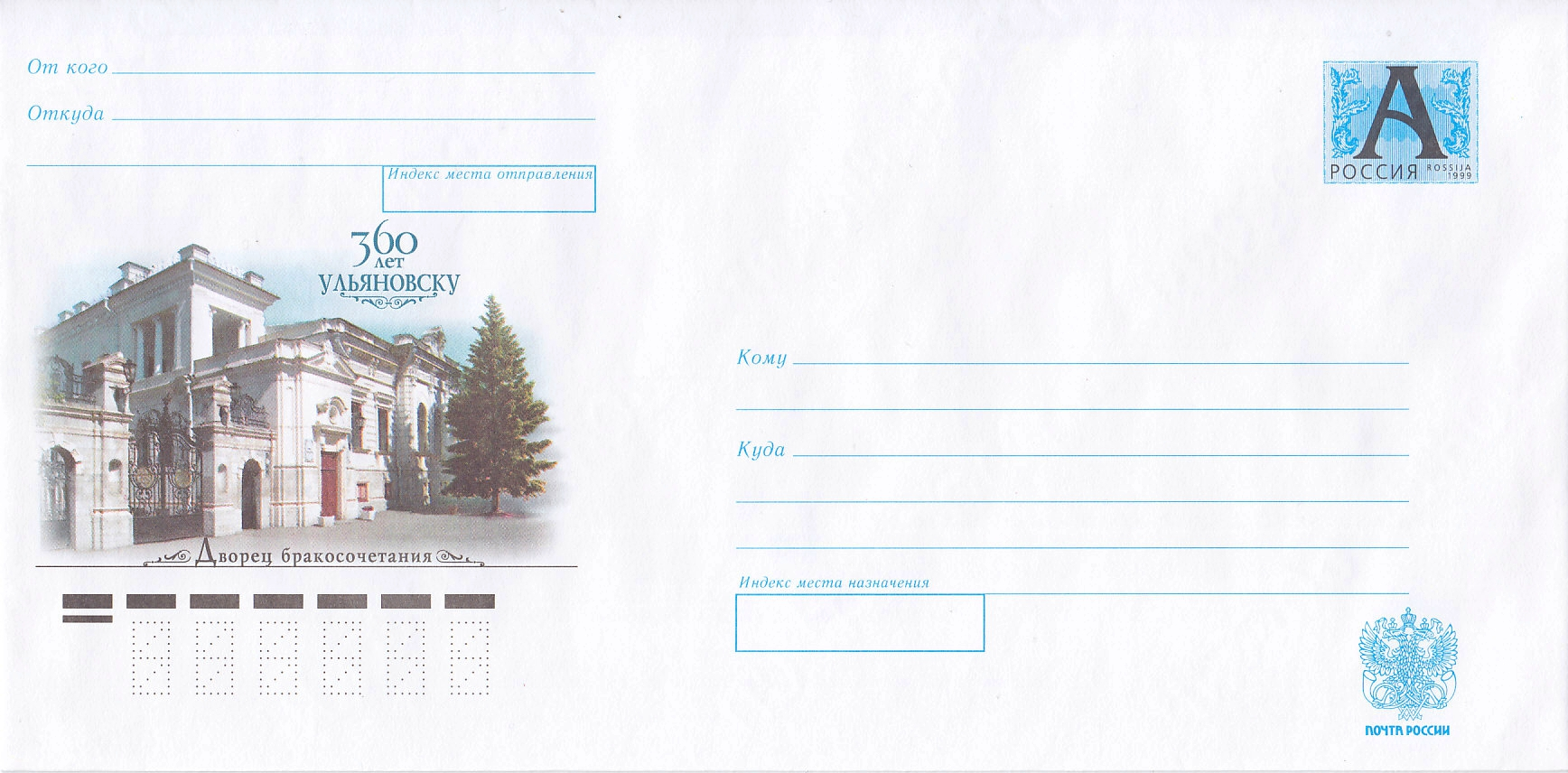
ХМК РФ, 2008. 360 лет Ульяновску. Дворец бракосочетания.